# Lhendup Dorji
Dasho Lhendup Dorji (ur. 6 października 1935 w Bhutan House, zm. 15 kwietnia 2007 w Thimphu) – bhutański arystokrata, urzędnik i polityk, pełniący obowiązki premier Bhutanu między 25 lipca a 27 listopada 1964 roku.

## Życiorys
Wywodził się z rodziny arystokratycznej Dorji, wuj czwartego króla Bhutanu Jigme Singye Wangchucka. Jego ojcem był polityk Sonam Topgay Dorji, a matką – Mayeum Choying Wangmo Dorji, znana z zaprojektowania flagi Bhutanu. Studiował na amerykańskim Cornell University, zostając pierwszym bhutańskim studentem w USA. Naukę tam ukończył w 1959 roku, w latach 50. pracował w biurze Organizacji Narodów Zjednoczonych w Nowym Jorku.
Po powrocie do Bhutanu dokonywał pomiarów geodezyjnych, pracował następnie w różnych urzędach, m.in. jako szef krajowej poczty i od 1963 do 1964 sekretarz odpowiedzialny za rozwój. Po tym, jak jego brat Jigme Palden Dorji został zamordowany w kwietniu 1964, tymczasowo objął po nim stanowisko premiera na cztery miesiące. Następnie stanowisko szefa rządu zostało zlikwidowane aż do 1998 roku. W 1965 roku wraz z całą rodziną udał się na wygnanie, na którym przebywał do 1975. Początkowo osiadł w indyjskim Kalimpong, w 1970 został menedżerem hotelu w Katmandu. Później zajął się hodowlą koni.
Lhendup Dorji zmarł wskutek nowotworu 15 kwietnia 2007 roku w swojej rezydencji Lungtenphug. Został poddany kremacji.

## Życie prywatne
Był żonaty z Glendą Anne Dorji (ur. 26 lipca 1946 w Bengalu), miał z nią dwóch synów i dwie córki:
- Dasho Palden Jigme Dorji;
- Dasho Ugen Lhendup Dorji (ur. 1975, zm. 28 października 2012), policjanta, zmarłego po postrzeleniu przez syna w czasie kłótni;
- Ashi Khendum Dorji, pracowała jako doradca w ministerstwie spraw zagranicznych;
- Ashi Chuni Dorji, zajmującą się hodowlą koni.

Odznaczony wieloma medalami państwowymi, w tym czerwonym szalem w 1958. Osiągał bardzo dobre rezultaty jako sportowiec (w boksie, golfie, tenisie), a także był zapalonym myśliwym. Uczestniczył w turniejach golfowych w Indiach i Nepalu.